# Раймон Беренгер IV
Раймон Беренгер IV (ісп. Ramón Berenguer IV; бл. 1198 — 19 серпня 1245) — граф Провансу і Форкальк'є у 1209—1245 роках. Інколи рахується як Раймон Беренгер V.

## Життєпис
Походив з Барселонського дому. Єдиний син Альфонсо II Беренгера, графа Провансу, і Герсінди II де Сабран, графині Форкальк'є. Народився близько 1198 року. Вперше письмово згадується 1209 року, коли помер його батько й Раймон Беренгер став новим графом Провансу. Регенткою була оголошена його мати. Невдовзі другим регентом став родич Санчо, граф Руссільйону. Останній швидко придушив заворушення в Арлі, а потім допоміг Гарсенді де Сабран вступити у спадок графства Форкальк'є після смерті її батька Вільгельма IV, яка стала того ж року.
Освіту молодого графа було доручено Вільгельму де Монтродону, магістру ордену тамплієрів в Арагоні і Провансі, та богослову Раймону де Пенафорту. 1214 року Санчо Руссільйонський, оскільки став регентом Арагону, передав регентство над Провансом своєму синові Нуно Санчесу. Невдовзі почалося протистояння між регентами Нуно і Гарсендою, в якому 1216 року перемогу здобула остання. Цими обставинами скористалася Ніцца, яка 1215 року відновила незалежність. 
1219 року Раймон Беренгер IV пошлюбив представницю Савойського дому.
1222 року став самостійним правителем Провансу, приєднавши до нього графство Форкальк'є. 1225 року підтримав ідею нового альбігойського походу до Лангедоку, оскільки розраховував захопити маркізат Прованс в Раймунда VII, графа Тулузи. 1226 року доєднався до війська Людовика VIII, короля Франції, допомігши тому в захопленні Авіньйону. Також граф Провансу обмежив міські свободи Тараскону, Арля та Марселя. Але невдовзі в останньому чиновників графа було вигнано.
З метою посилення влади в округах та зменшення впливу місцевих феодалів закріпив правове становище байлі, розширивши їх повноваження. 1227 року захопив замки Пюї та Ла-Фуа, після цього встановив владу в місті Грасс. 1229 року знову підкорив Ніццу, але Марсель продовжував чинити спротив. Разом з тим був невдоволений Паризьким договором між Францією та Тулузою, оскільки не отримав гарантій передачі під свою владу Прованського маркізату. Останній дістався Папському престолу. Граф Провансу отримав лише Авіньойн.
1231 року заснував місто Барселоннетт та першу готичну церкву Провансу — Сен-Жан-де-Мальте в місті Екс. 1232 року надав права консульства в Барселонетті. 1233 року домовився про шлюб доньки з королем Франції, надавши посаг в 10 тис. срібних марок. 1235 року домовився про шлюб іншої доньки Елеонори з королем Англії. 1238 року прибув на збори в Турині, які скликав імператор Фрідріх II Гогенштауфен. Втім в 1239 році граф Провансу перейшов на бік суперника імператора — папи римського Інокентія IV, вигнавши з Арля призначеного Фрідріхом II віцекороля Арелату — Бероарда де Лоретта. За це імператор в грудні того ж року оголосив Раймону Беренгеру IV імперську опалу і передав графства Форкальк'є і Сістерон — графу Раймунду VII Тулузському. Улітку 1240 року останній вдерся до Провансу, сплюндрувавши місто Камарг і взявши в облогу Арль. На бік графа Тулузи перейшов Марсель. Але під тиском короля Франції тулузьке військо відступило до своїх володінь.
1243 року відновив свою владу в Марселі. Потім відправив своїх представників на Перший Ліонський собор. Помер 1245 року в Екс-ан-Провансі. Спадкоємицею було оголошено його доньку Беатрису, оскільки та не була одружена.

## Меценатство
Підтримував трубадурів Сорделя, Фолькета Марсельського, Бертрана д'Аламанона, Пейре Бремона Рікаса Новаса, Вільгельма де Монтан'яголя. Сам граф Провансу склав декілька пісень-кансон.

## Родина
Дружина — Беатриса, донька Томаса I, графа Савойського.
Діти:
- Раймунд (1220)
- Маргарита (1221—1295) — дружина Людовика IX, короля Франції
- Елеонора (бл. 1223—1291) — дружина Генріха III, короля Англії
- Санча (бл. 1225—1291) — дружина Річарда Плантагенета, короля Німеччини
- Беатриса (1229—1267) — графиня Провансу і Форкальк'є, дружина Карла I Анжуйського